# Mpongwe
Mpongwe es un grupo étnico de Gabón conocido por haber sido los primeros moradores de los alrededores del estuario del Río Gabón donde posteriormente se ubicó Libreville. Hablan la lengua que lleva su mismo nombre, que es un dialecto del myene.

## Historia
Por su lenguaje constituyen un subgrupo de la etnia Myènè del pueblo bantú, que se cree que ha estado en la zona durante unos 2.000 años; a partir de su llegada al estuario se dispersaron. Por la orilla sur del río ocuparon la región desde la confluencia de los rios Rembwè y Mbilagone, hasta Pointe-Pongara y el delta del Río Ogooué.Por la orilla norte se dirigieron hacia el río Monda y ocuparon la zona desde Santa Clara hasta la desembocadura del río Como.
Ya estaban instlados a ambos lados del estuario cuando navegantes portugueses llegaron al en la segunda mitad del siglo XV. Los mpongwes eran  reconocidos comerciantes que desde Gabón hacían navegación de cabotaje hacia el sur hasta el cabo de Santa Catalina y en dirección norte hasta la región de los Banoko (Batanga) de Camerún.
Los mpongwes se convirtieron poco a poco en intermediarios entre la costa y los pueblos del interior, como el Bakèlè y el Séké. A partir de la década de 1770, también se involucraron en la trata de esclavos. En la década de 1830, el comercio de los mpongwe consistía en esclavos, tintes de madera, ébano, caucho, marfil y goma copal a cambio de tela, hierro, armas de fuego y varias formas de bebidas alcohólicas.
Cuando llegan los misioneros estadounidenses y las fuerzas navales francesas en la década de 1840, los mpongwes estaban compuestos de entre 6000 a 7000 individuos libres y 6000 esclavos, organizados en cerca de dos docenas de clanes entre los cuales predominaban los Asiga y Agulamba en la costa sur, y los Agekaza-Glass y Agekaza-Quaben en la costa norte. Cada uno de estos clanes fue gobernado por un oga, traducido como "rey" por los europeos, aunque el liderazgo del clan era en gran parte oligárquico.
Los franceses aprovecharon la rivalidad ancestral entre clanes para establecer un punto de apoyo; mientras que el "Rey Denis" (Antchouwé Kowe Rapontchombo) de los Asigas trataba con los franceses el uso de la zona de su clan, "King Glass" (R'Ogouarowe) del Copa Agekaza sólo aceptó después de un bombardeo en 1845, (Anguilé Dowe) de Agekaza-Quaben cedió su pueblo de Okolo y se trasladó, dejando a los franceses para establecer Fort d'Aumale en el lugar de la aldea en 1843.
La combinación de la represión del comercio de esclavos y el contacto directo de los europeos con el interior redujo las fortunas de los Mpongwe, pero al mismo tiempo las escuelas misioneras permitieron que sus jóvenes trabajaran en el gobierno y en las empresas coloniales. La población tuvo una gran disminución por la viruela, y una estimación de 1884 arroja solo unos 3000 mpongwes. La presión migratoria de la etnia Fang llevó a muchos mpongwes a principios del siglo XX a radicarse en las ciudades y llegaron a ser líderes tanto en la colonia francesa como en el Gabón independiente.
A medida que las comunidades africanas y europeas convergieron a lo largo de la costa, los mpongwés adaptaron las prácticas tradicionales para incorporar las relaciones interraciales entre las mujeres mpongwés y los hombres europeos. . A mediados del siglo XIX, era común que mujeres mpongwés accedieran a tener relaciones sexuales y conviviran con europeos para tener el estatus de novia. Como resultado de siglos de contacto con los europeos, surgió una población de raza mixta: el métis, que se pueden encontrar en casi todas las familias mpongwés. Las familias mpongwés incluso animaron a sus hijas a comprometerse con hombres europeos, relación que no era considerada un matrimonio legítimo bajo la ley francesa, pero sí para la comunidad mpongwé en tanto hubiera  consentimiento de la familia y la novia. Estos matrimonios permitían a las mujeres adquirir bienes y conseguir la ciudadanía francesa. A medida que aumentaban estas uniones interraciales, las sociedades africanas y francesas comenzaron a tratar de restringirlas en tanto las mpongwés comenzaron a reclamar su ascendencia europea como un medio para afirmar su voz en la sociedad. La población métis no sólo se enfrentó a los roles de género dentro de la comunidad africana, sino que también desafió la permeabilidad de las jerarquías sociales y legales bajo el dominio colonial.